# Platygerrhus unicolor
Platygerrhus unicolor är en stekelart som beskrevs av Graham 1969. Platygerrhus unicolor ingår i släktet Platygerrhus och familjen puppglanssteklar.
Artens utbredningsområde är:
- Tjeckien.
- Nederländerna.
- Sverige.

Arten är reproducerande i Sverige. Inga underarter finns listade i Catalogue of Life.